# Бозон (епископ Женевы)
Бозон (Бозо; лат. Boson; IX век) — епископ Женевы в середине IX века.

## Биография
Бозон — один из глав Женевской епархии времён Тёмных веков Средневековья, о которых почти ничего не известно.
В ряде списков епископов Женевы предшественником Бозона назывался Домициан II, а преемником — Ансегиз. Однако в настоящее время существование епископа Домициана ставится под сомнение. В этом случае предшественником Бозона на епископской кафедре мог быть Альтад, последнее достоверное свидетельство о котором относится к 838 году. Так как Ансегиз уже был епископом в 877 году, то управление Бозоном епархией датируют серединой IX века. В средневековых списках глав Женевской епархии сообщается, что Бозон был епископом семнадцать лет и пять месяцев. Каких-либо других достоверных сведений о нём не сохранилось.
Известно, что по Верденскому договору 843 года территория Женевской епархии вошла в Средне-Франкское королевство Лотаря I, а по Прюмскому договору 855 года — во владения его сына Лотаря II.
Предполагается, что при Бозоне мог быть создан наиболее ранний из средневековых списков глав Женевской епархии. Он не сохранился в оригинале, но сведения из него были использованы в созданном в XI веке при епископе Фредерике каталоге, включённом в хранящуюся в женевском соборе Святого Петра Библию.